# Rachel Renée Russell

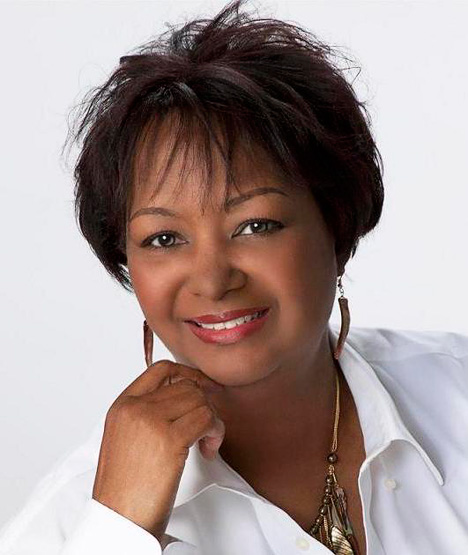
Rachel Renée Russell

Rachel Renée Russell (* 13. März 1959 in St. Joseph, Michigan) ist eine US-amerikanische Jugendbuchautorin. Derzeit lebt sie in Virginia.

## Leben
Rachel Renée Russell wurde 1959 in Michigan geboren, wo sie mit vier jüngeren Geschwistern aufwuchs. Sie besuchte die Northwestern University und studierte danach Rechtswissenschaften. Russell ist Anwältin und Mutter zweier erwachsener Töchter, Nikki und Erin. Seit ihrer Scheidung 2009 schreibt sie Kinder- und Jugendbücher. Beide Töchter arbeiten für sie. Russell ist die Autorin der New-York-Times-Bestsellerreihe Dork Diaries, die insgesamt 323 Wochen lang auf der NYT-Bestsellerliste stand. Ihre Serie handelt von Nikki Maxwell, die neu an ihrer Middle School ist und nun versucht, zurechtzukommen. Inspiration für die Romanfigur war ihre eigene Tochter Nikki, welche für die Serie als Illustratorin tätig ist.
Bisher sind 14 Bücher der Dork Diaries-Reihe erschienen, die in 42 Sprachen übersetzt wurden und sich weltweit mehr als 45 Millionen Mal verkauft haben (Stand Anfang 2023). 2016 begann Russell eine zweite Buchserie mit dem Titel „The Misadventures of Max Crumbly“, in der bis 2023 drei Bände erschienen sind (davon zwei in deutscher Übersetzung).

## Werke
Dork Diaries Serie
- Dork Diaries: Tales From a Not-So-Fabulous Life (Book 1, 2009); Band 1: Nikkis (nicht ganz so) fabelhafte Welt. Carlsen, 2009, ISBN 978-3-551-31208-2
- Dork Diaries: Tales From a Not-So-Popular Party Girl (Book 2, 2010); Band 2: Nikkis (nicht ganz so) glamouröses Partyleben. Schneiderbuch, 2010, ISBN 978-3-505-12861-5
- Dork Diaries: Tales From a Not-So-Talented Pop Star (Book 3, 2011); Band 3: Nikkis (nicht ganz so) phänomenaler Auftritt. Schneiderbuch, 2011, ISBN 978-3-505-12862-2
- Dork Diaries: How To Dork Your Diary (2011); Sonderband: Mach dich zum DORK! 2012, Schneiderbuch, ISBN 978-3-505-13127-1
- Dork Diaries: Tales From a Not-So-Graceful Ice Princess (Book 4, 2012); Band 4: Nikki als (nicht ganz so) graziöse Eisprinzessin. Schneiderbuch, 2012, ISBN 978-3-505-12863-9
- Dork Diaries: Tales From a Not-So-Smart Miss Know-It-All (Book 5, 2012); Band 5: Nikkis (nicht ganz so) guter Rat in allen Lebenslagen. Schneiderbuch, 2013, ISBN 978-3-505-13125-7
- Dork Diaries: Tales From a Not-So-Happy Heartbreaker (Book 6, 2013); Band 6: Nikkis (nicht ganz so) perfektes erstes Date. Schneiderbuch, 2013, ISBN 978-3-505-13126-4
- Dork Diaries: Tales From a Not-So-Glam TV Star (Book 7, 2014); Band 7: Nikkis (nicht ganz so) schillernde Filmkarriere. Schneiderbuch, 2014, ISBN 978-3-505-13375-6
- Dork Diaries: OMG! All About Me Diary! (2013); Sonderband: Mein dorkaliziöses Tagebuch! 2014, ISBN 978-3-505-13373-2
- Dork Diaries: Tales From a Not-So-Happily Ever After (Book 8, 2014); Band 8: Nikkis (nicht ganz so) bezauberndes Märchen. Schneiderbuch, 2015, ISBN 978-3-505-13377-0
- Dork Diaries: Tales From a Not-So-Dorky Drama Queen (Book 9, 2015); Band 9: Nikkis (nicht ganz so) geheimes Tagebuch. Schneiderbuch, 2015, ISBN 978-3-505-13749-5
- Dork Diaries: Tales From a Not-So-Perfect Pet Sitter (Book 10, 2015); Band 10: Nikki und die (nicht ganz so) herzallerliebsten Hundebabys. Schneiderbuch, 2016, ISBN 978-3-505-13751-8
- Dork Diaries: Tales From a Not-So-Friendly Frenemy (Book 11, 2016); Band 11: Nikkis (nicht ganz so) fabulöser Schüleraustausch. Schneiderbuch, 2016, ISBN 978-3-505-13921-5
- Dork Diaries: Tales From a Not-So-Secret Crush Catastrophe (Book 12, 2017); Band 12: Nikkis (nicht ganz so) heimliches Herzklopfen. Schneiderbuch, 2018, ISBN 978-3-505-14010-5
- Dork Diaries: Tales From a Not-So-Happy Birthday (Book 13, 2018); Band 13: Nikkis (nicht ganz so) genialer Geburtstag. Schneiderbuch, 2019, ISBN 978-3-505-14214-7
- Dork Diaries: Tales From a Not-so-Best Friend Forever (Book 14, 2019); Band 14: Nikkis (nicht ganz so) beste Freundin für immer. Schneiderbuch, 2020, ISBN 978-3-505-14222-2
- Dork Diaries: Tales From A Not-So-Posh Paris Adventure (Book 15, September 2023)

Max Crumbly Serie
- The Misadventures of Max Crumbly: Locker Hero (Book 1, 2016); Max Crumbly – Allein unter Schweinebacken. Schneiderbuch, 2016, ISBN 978-3-505-13888-1
- The Misadventures of Max Crumbly: Middle School Mayhem (Book 2, 2017); Max Crumbly – Schule und andere schwarze Löcher. Schneiderbuch, 2018, ISBN 978-3-505-13890-4
- The Misadventures of Max Crumbly: Masters of Mischief (Book 3, 2019)